# Feed The Machine (canción de Red)
«Feed the Machine» es el segundo sencillo de banda de nu metal Red en su tercer álbum de estudio de larga duración Until We Have Faces. La canción fue escrita por Anthony Armstrong, Joe Rickard, Rob Graves, Jasen Rauch y Mark Holman. La canción fue lanzada el 16 de febrero de 2011, aunque fue enviada a todos los fanes que presentaron sus caras como parte del bombo para el nuevo álbum el 9 de diciembre de 2010.

## Antecedentes y producción
La canción es la canción de apertura de  Until We Have Faces . El guitarrista Anthony Armstrong expuso en la canción en una entrevista con Noisecreep: "Estamos apuntando con un dedo sarcástico a nosotros mismos ya las personas que han dejado que el mundo los defina", dijo. "Es esto 'dar, rendirse, ya has alimentado la máquina' - todas esas cosas en el mundo que son negativas, todas aquellas cosas que no tienen ningún efecto en nosotros que puede ser inspirador."
- Datos: Q17003786